# 두네다인
두네다인(Dunedain)은 J.R.R 톨킨의 《실마릴리온》, 《반지의 제왕》에 등장하는 인간 왕가에 속한 혈통이다. 서쪽의 사람이라는 뜻으로 통용되며, 누메노르 인의 후예인 사람을 의미하기도 한다.
'요정의 친구'로 불렸던 에다인 세 가문의 핏줄이 모두 섞인 이들은, 선조가 그러했듯이 악으로부터 시련과 고통을 감수해야 했다. 그 이유는 악의 근원 모르고스가 태양의 1 시대가 끝난 후 세상에서 추방당했지만, 그의 추종자이자 심복이었던 2인자 사우론은 간신히 꾀를 내어 가운데땅 어딘가로 오랜 시간을 잠적해버렸고 서서히 세력을 키우고 모략을 세워 이들을 집요히 타락시키거나 현혹하는 등의 행위로 쇠퇴하게 만들었기 때문이다.
2시대의 강국 누메노르는 아르-파라존 재위 기간에 발라에게 반역한 대가로 몰락했고, '서쪽의 사람'이며 '요정의 친구'로 살아간 이들은 재앙으로 누메노르에서 죽음을 맞이하는 것을 모면하고 고향에서 동쪽으로 건너가 북쪽에 아르노르를 건국하고 남쪽에 곤도르를 건국한다.
그런 이유로 가운데땅에서 후손을 이어가며 혈통을 유지하여 결국 천년이 넘은 《반지의 제왕》의 시간대에서도 두네다인의 순찰자이자 왕위에 오를 적법한 왕족 아라고른이 등장하게 되었다.